# عزان (الطويلة)

تعديل مصدري - تعديل

عزان هي إحدى قرى عزلة الغربي بمديرية الطويلة التابعة لمحافظة المحويت، بلغ تعداد سكانها 307 نسمة حسب تعداد اليمن لعام 2004.